# Jalen Thomas Brooks
Jalen Thomas Brooks (Los Angeles, 11 ottobre 2001) è un attore statunitense.
Brooks ha iniziato la sua carriera con ruoli in serie televisive popolari, interpretando personaggi ricorrenti in Rebel della ABC e Walker della CW, un reboot della serie classica Walker, Texas Ranger. Ha anche avuto un ruolo ricorrente nella serie drammatica Animal Kingdom di TNT. Nel 2023, Brooks ha fatto il suo debutto cinematografico nel film horror Thanksgiving. Inoltre, ha partecipato in serie come Supergirl e Henry Danger e ha altri progetti in fase di sviluppo, come il film Thanksgiving 2 e la serie The Pitt prevista per il 2025. Prima di dedicarsi alla recitazione, Brooks ha giocato a basket durante il liceo e ha frequentato la Liberty High School di Henderson, Nevada.

## Primi anni e istruzione
Jalen Thomas Brooks è nato l'11 ottobre 2001 a Los Angeles, California, e ha un fratello. La sua infanzia si è svolta a Las Vegas, Nevada, dove ha frequentato la Liberty High School a Henderson. Durante gli anni del liceo, Brooks era un promettente giocatore di basket, tanto da ricevere l'attenzione degli osservatori universitari già al primo anno.
L'interesse di Brooks per la recitazione è stato acceso dal film Hunger Games (2012), che gli ha mostrato come ragazzi della sua età potessero avere successo nel mondo del cinema. Incoraggiato da questa visione, ha iniziato a frequentare corsi di teatro. Successivamente, si è iscritto a un corso di recitazione cinematografica, scoprendo una somiglianza tra la recitazione e gli sport di squadra come il basket.
Brooks ha inoltre frequentato la DreamTraxx Acting Academy di Las Vegas, dove ha trovato un agente e ha iniziato a partecipare alle audizioni, dando il via alla sua carriera nel mondo dello spettacolo.

## Carriera
Brooks riconosce il ruolo fondamentale di sua madre nel suo percorso professionale. Vivendo a Las Vegas, i frequenti viaggi a Burbank per le audizioni sono stati possibili grazie al suo sostegno. Il suo debutto televisivo è avvenuto nel 2019 in un episodio di Supergirl della CW.
Successivamente, dopo un ruolo ricorrente in Animal Kingdom di TNT, nel febbraio 2021 è stato scelto per interpretare Sean in Rebel della ABC. Nonostante la serie sia stata di breve durata, Brooks ha partecipato a 8 dei 10 episodi. Nell'ottobre dello stesso anno, è entrato a far parte del cast di Walker della CW nel ruolo di Colton Davidson. Inizialmente intenzionato a prendersi una pausa dopo Rebel, è stato il suo agente a convincerlo a fare il provino per Walker, una decisione che Brooks definisce "la migliore della sua vita".
Nel febbraio 2023, ha ottenuto un ruolo di primo piano nel film horror Thanksgiving di Eli Roth, uscito a novembre. Nel 2024, è stato scelto per la serie drammatica The Pitt di Max.

## Filmografia

### Cinema
- Thanksgiving, regia di Eli Roth (2023)

### Televisione
- Supergirl – serie TV, episodio 5x04 (2019)
- Henry Danger – serie TV, episodio 5x32 (2020)
- Rebel – serie TV, 8 episodi (2021)
- Animal Kingdom – serie TV, 4 episodi (2021)
- Walker – serie TV, 20 episodi (2021-2023)
- The Pitt – serie TV, 15 episodi (2025)

## Doppiatori italiani
Nelle versioni in italiano dei suoi film, Jalen Thomas Brooks è stato doppiato da:
- Giulio Bartolomei in Walker
- Federico Campaiola in Thanksgiving
- Andrea Di Maggio in Animal Kingdom
- Stefano Broccoletti in Supergirl
- Lorenzo D'Agata in Henry Danger